# جام حذفی فوتبال مجارستان
جام حذفی فوتبال مجارستان (به مجاری: Magyar Kupa) مسابقاتی است که به صورت حذفی در کشور مجارستان از سال ۱۹۰۹ تاکنون برگزار می‌شود. این جام از ۱۵۴ تیم که از سراسر کشور مجارستان در آن شرکت می‌کنند برگزار می‌شود.
تیم فرنتس‌واروش با ۲۴ قهرمانی پرافتخارترین تیم این سری مسابقات به حساب می‌آید.

## پرافتخارترین باشگاه‌ها
- فرنتس‌واروش: ۲۴ قهرمانی
- ام‌تی‌کی بوداپست: ۱۲ قهرمانی
- اوی‌پشت: ۱۱ قهرمانی
- بوداپست هونود: ۸ قهرمانی
- واشاش: ۴ قهرمانی
- دبرتسن: ۶ قهرمانی
- دیور: ۴ قهرمانی